# Ommatius didymus
Ommatius didymus är en tvåvingeart som beskrevs av Scarbrough 1994. Ommatius didymus ingår i släktet Ommatius och familjen rovflugor. Inga underarter finns listade i Catalogue of Life.